# Zumbi do Mato
Zumbi do Mato est un groupe brésilien de rock expérimental et noise rock, originaire de Rio de Janeiro, dans l'État de Rio de Janeiro. Le groupe est célèbre pour ses chansons humoristiques et surréalistes, écrites dans un style de flux de conscience et pleines d'allusions cinglantes à la culture populaire — en se concentrant particulièrement sur des aspects tels que la littérature et philosophie occidentale, la vie quotidienne au Brésil, et les personnalités publiques réelles et les personnages fictifs de diverses formes de médias — technobabillage, scatologie, non-sens, et jeux de mots et de calembours élaborés

## Histoire
Zumbi do Mato est formé en 1989 et sort deux démos entre le milieu des années 1990, l'éponyme Zumbi do Mato (1992) et Macacomóvel (1995), qui le propulsent vers la célébrité dans le circuit underground. Macacomóvel en particulier attire l'attention du producteur BNegão (également membre du groupe de rap rock Planet Hemp), qui leur donne un contrat pour son label Qualé Maluco Records en 1997 ; leur premier album, Menorme, sort sur le label l'année suivante et est salué par des personnalités telles que le chanteur et poète Rogério Skylab et le critique musical Alexandre Matias. Deux successeurs, Pesadelo na Discoteca et Adorei a Mesinha, sortent respectivement en 2000 et 2005 sur Tamborete Records,.
En 2008, le groupe sort son seul album live, Toma, Figurão, enregistré lors d'un concert à Niterói et initialement disponible en téléchargement gratuit sur leur site officiel désormais disparu ; depuis, l'album peut être acheté sur leur page Bandcamp. En 2010 sort l'EP Saideira do Zé, son dernier album avec le bassiste d'origine Zé Felipe, contenant des enregistrements studio des sessions de Toma, Figurão ; datant de 2008-2009, ces enregistrements devaient à l'origine être inclus dans une édition physique de luxe de Toma, Figurão qui ne s'est jamais concrétisée. Un DVD de la performance de Zumbi do Mato est envisagé à un moment donné, mais ce projet est également annulé. Zumbi do Mato joue son dernier concert le 13 janvier 2013, après quoi Löis Lancaster annonce la fin du groupe.
En août 2024, Zumbi do Mato sort un autre album studio, intitulé Bosasova Bova, enregistré à l'Estúdio Hanói à Rio de Janeiro, avec Zé Felipe à la basse et à la production, Löis Lancaster au chant, Gustavo Jobim aux claviers et Renzo Borges à la batterie.

## Postérité
Zumbi do Mato est connu pour son association avec un autre musicien célèbre de la scène underground de Rio de Janeiro, Rogério Skylab ; il déclare que c'était l'un de ses groupes préférés et l'une de ses plus grandes influences, et a parfois collaboré avec des membres du groupe. Skylab et Löis Lancaster chantent en duo sur Samba, qui figure sur leurs albums live Skylab II (2000) et Skylab IX (2009), et il a été musicien invité sur l'album du groupe Pesadelo na Discoteca sorti en 2000 (sur les morceaux São Abdul, Doente Porém Vivo, Calendário 1999 et Humilharal). Zé Felipe et Marlos Salustiano coécrivent certains des morceaux de l'album Skylab VII (2007), et Felipe et Skylab sortent en 2009 un album commun, Rogério Skylab e Orquestra Zé Felipe, conçu à l'origine comme une collaboration complète entre lui et Zumbi do Mato.
Un documentaire sur l'histoire de Zumbi do Mato, intitulé Quem É Mais Idiota do que Eu ?, est réalisé par Vítor Rocha et publié sur YouTube en 2017. À l'occasion de la sortie du film, le catalogue du groupe est remastérisé et réédité en numérique par Deckdisc,.
Outre sa carrière musicale, il publie en 2003 la courte anthologie de poèmes Ceneida et, en partenariat avec Eliana Pougy, il coécrit également le roman expérimental Palmyra, publié par Confraria do Vento en 2011. Il est également l'auteur du roman Palmyra. 

## Discographie

### Albums studio
- 1998 : Menorme (Qualé Maluco Records)
- 2000 : Pesadelo na Discoteca (Tamborete Records)
- 2005 : Adorei a Mesinha (Tamborete Records)
- 2024 : Bosasova Bova (indépendant)

### Albums live
- 2008 : Toma, Figurão (indépendant)

### EP
- 2010 : Saideira do Zé (indépendant)

### Compilations
- 2001 : Apocalipse 2000 (Tamborete Records)
- 2002 : Tributo ao Inédito (Tamborete Records)
- 2003 : Tributo ao Inédito, Vol. 2 (Tamborete Records, 2003)

### Démos
- 1992 : Zumbi do Mato (indépendant)
- 1995 : Macacomóvel (indépendant)